# 四眼斑水龟
四眼斑水龟（学名：Sacalia quadriocellata）又名四眼斑龜，为地龜科眼斑龟属的爬行动物。分布于老挝东北部，越南以及中国大陆的东南部、海南等地，常见于山区丛山溪中。该物种的模式产地在越南中部。
此龟的头部后面有四个黄或绿色的斑点，看起来象两个眼睛，因此得名。

## 保育狀況
- 其被列為《瀕危野生動植物種國際貿易公約》附錄二的物種，被限制出口及貿易。
- 中国国家二级保护动物。